# Pakito
Pakito, pseudonimo di Julien Ranouil (Bergerac, 26 gennaio 1981), è un disc jockey francese.
È autore di musica eurodance, electro e dance commerciale. Le sue canzoni di maggior successo sono Living on Video, Moving on Stereo e Are U ready.
Il suo unico album è Video, del 2006.

## Discografia

### Album
- 2006 Video

### Singoli
- 2006: Living on Video
- 2006: Moving on Stereo
- 2007: Are You Ready
- 2007: You Wanna Rock
- 2008: Electro Music
- 2009: Harmony
- 2009: Living on Video 2.9

### Remix
- 2006: David Kane - Club Sound
- 2006: Eliess - Don't Stop Till You Get Enough
- 2007: 2 Touch - Blue Monday
- 2008: Karlux - The Riddle
- 2009: Roy Bee - Kiss Me Again

### Bootleg
- 2006: Moving to the Beat (Pakito vs. Black & White Brothers)